# GvA Trofee veldrijden 2004-2005
De Gazet van Antwerpen Trofee 2004-2005 was het 18e seizoen van dit regelmatigheidscriterium in het veldrijden. De wedstrijdserie begon op 1 november 2004 met de Koppenberg en eindigde zoals gewoonlijk met de Internationale Sluitingsprijs in Oostmalle op 20 februari 2005. 
De Trofee telde dit jaar 7 crossen. 
Sven Nys werd voor de tweede maal eindwinnaar.

## Kalender
| Datum      | Locatie                                   | Eerste              | Tweede              | Derde               |
| ---------- | ----------------------------------------- | ------------------- | ------------------- | ------------------- |
| 01/11/2004 | Koppenberg - GP John Saey-Deschacht       | Sven Nys            | Richard Groenendaal | John Gadret         |
| 11/11/2004 | Niel - Jaarmarktcross                     | Richard Groenendaal | Erwin Vervecken     | Sven Vanthourenhout |
| 18/12/2004 | Essen - GP Rouwmoer                       | Bart Wellens        | Ben Berden          | Richard Groenendaal |
| 29/12/2004 | Loenhout - Azencross                      | Sven Nys            | Sven Vanthourenhout | Erwin Vervecken     |
| 01/01/2005 | Baal - GP Sven Nys                        | Sven Nys            | Bart Wellens        | Sven Vanthourenhout |
| 05/02/2005 | Lille - Krawatencross                     | Sven Nys            | Richard Groenendaal | Sven Vanthourenhout |
| 20/02/2005 | Oostmalle - Internationale Sluitingsprijs | Sven Nys            | Davy Commeyne       | Sven Vanthourenhout |

## Puntenverdeling
De eerste 30 kregen punten aan de hand van de volgende tabel:
| Positie | 1  | 2  | 3  | 4  | 5  | 6  | 7  | 8  | 9  | 10 | 11 | 12 | 13 | 14 | 15 | 16 | 17 | 18 | 19 | 20 | 21 | 22 | 23 | 24 | 25 | 26 | 27 | 28 | 29 | 30 |
| Punten  | 35 | 32 | 29 | 27 | 26 | 25 | 24 | 23 | 22 | 21 | 20 | 19 | 18 | 17 | 16 | 15 | 14 | 13 | 12 | 11 | 10 | 9  | 8  | 7  | 6  | 5  | 4  | 3  | 2  | 1  |

## Eindklassement (top 10)
| Nr. | Veldrijder          | Punten |
| --- | ------------------- | ------ |
| 1.  | Sven Nys            | 226    |
| 2.  | Sven Vanthourenhout | 197    |
| 3.  | Erwin Vervecken     | 168    |
| 4.  | Richard Groenendaal | 157    |
| 5.  | Wilant van Gils     | 142    |
| 6.  | Jan Verstraeten     | 142    |
| 7.  | Bart Aernouts       | 140    |
| 8.  | Tim Van Nuffel      | 136    |
| 9.  | Peter Van Santvliet | 128    |
| 10. | Wim Jacobs          | 126    |

## Uitslagen
| Nr. | Naam                | Tijd     |
| --- | ------------------- | -------- |
| 1   | Sven Nys            | onbekend |
| 2   | Richard Groenendaal |          |
| 3   | John Gadret         |          |
| 4   | Davy Commeyne       |          |
| 5   | Tim Van Nuffel      |          |
| 6   | Vaclav Jezek        |          |
| 7   | Mario De Clercq     |          |
| 8   | Sven Vanthourenhout |          |
| 9   | Erwin Vervecken     |          |
| 10  | Peter Van Santvliet |          |

| Nr. | Naam                | Tijd     |
| --- | ------------------- | -------- |
| 1   | Richard Groenendaal | onbekend |
| 2   | Erwin Vervecken     |          |
| 3   | Sven Vanthourenhout |          |
| 4   | Wim Jacobs          |          |
| 5   | Ben Berden          |          |
| 6   | Wilant van Gils     |          |
| 7   | Sven Nys            |          |
| 8   | Jan Verstraeten     |          |
| 9   | David Willemsens    |          |
| 10  | Peter Van Santvliet |          |

| Nr. | Naam                | Tijd     |
| --- | ------------------- | -------- |
| 1   | Bart Wellens        | onbekend |
| 2   | Ben Berden          |          |
| 3   | Richard Groenendaal |          |
| 4   | Sven Nys            |          |
| 5   | Sven Vanthourenhout |          |
| 6   | Enrico Franzoi      |          |
| 7   | Tom Vannoppen       |          |
| 8   | Jan Verstraeten     |          |
| 9   | Mario De Clercq     |          |
| 10  | Kevin Pauwels       |          |

| Nr. | Naam                | Tijd     |
| --- | ------------------- | -------- |
| 1   | Sven Nys            | onbekend |
| 2   | Sven Vanthourenhout |          |
| 3   | Erwin Vervecken     |          |
| 4   | Ben Berden          |          |
| 5   | Enrico Franzoi      |          |
| 6   | Tom Vannoppen       |          |
| 7   | Thomas Frischknecht |          |
| 8   | Peter Van Santvliet |          |
| 9   | Mario De Clercq     |          |
| 10  | Wim Jacobs          |          |

| Nr. | Naam                | Tijd     |
| --- | ------------------- | -------- |
| 1   | Sven Nys            | onbekend |
| 2   | Bart Wellens        |          |
| 3   | Sven Vanthourenhout |          |
| 4   | Ben Berden          |          |
| 5   | Lars Boom           |          |
| 6   | Erwin Vervecken     |          |
| 7   | Wilant van Gils     |          |
| 8   | Bart Aernouts       |          |
| 9   | Jan Verstraeten     |          |
| 10  | Peter Van Santvliet |          |

| Nr. | Naam                 | Tijd     |
| --- | -------------------- | -------- |
| 1   | Sven Nys             | onbekend |
| 2   | Richard Groenendaal  |          |
| 3   | Sven Vanthourenhout  |          |
| 4   | Erwin Vervecken      |          |
| 5   | Camiel van den Bergh |          |
| 6   | Bart Wellens         |          |
| 7   | Wilant van Gils      |          |
| 8   | Tim Van Nuffel       |          |
| 9   | David Willemsens     |          |
| 10  | Jan Verstraeten      |          |

| GvA nr. 7 Oostmalle \| Nr. \| Naam \| Tijd \| \| --- \| ------------------- \| -------- \| \| 1 \| Sven Nys \| onbekend \| \| 2 \| Davy Commeyne \| \| \| 3 \| Sven Vanthourenhout \| \| \| 4 \| Bart Aernouts \| \| \| 5 \| Richard Groenendaal \| \| \| 6 \| Wim Jacobs \| \| \| 7 \| Wilant van Gils \| \| \| 8 \| Enrico Franzoi \| \| \| 9 \| Niels Albert \| \| \| 10 \| Michael Baumgartner \| \| |                     |          |
| Nr. | Naam                | Tijd     |
| 1 | Sven Nys            | onbekend |
| 2 | Davy Commeyne       |          |
| 3 | Sven Vanthourenhout |          |
| 4 | Bart Aernouts       |          |
| 5 | Richard Groenendaal |          |
| 6 | Wim Jacobs          |          |
| 7 | Wilant van Gils     |          |
| 8 | Enrico Franzoi      |          |
| 9 | Niels Albert        |          |
| 10 | Michael Baumgartner |          |

Kampioenschappen:  Wereldkampioenschappen · 
 Europese kampioenschappen · 
 Belgische kampioenschappen · 
 Nederlandse kampioenschappen
Klassementen:  Wereldbeker · 
 Superprestige · 
 GvA Trofee · 
 Budvar Cup · 
 Challenge national
1987-1988 · 1988-1989 · 1989-1990 · 1990-1991 · 1991-1992 · 1992-1993 · 1993-1994 · 1994-1995 · 1995-1996 · 1996-1997 · 1997-1998 · 1998-1999 · 1999-2000 · 2000-2001 · 2001-2002 · 2002-2003 · 2003-2004 · 2004-2005 · 2005-2006 · 2006-2007 · 2007-2008 · 2008-2009 · 2009-2010 · 2010-2011 · 2011-2012 · 2012-2013 · 2013-2014 · 2014-2015 · 2015-2016 · 2016-2017 · 2017-2018 · 2018-2019 · 2019-2020 · 2020-2021 · 2021-2022 · 2022-2023 · 2023-2024 · 2024-2025